# Cerkiew Kazańskiej Ikony Matki Bożej w Irkucku
Cerkiew Kazańskiej Ikony Matki Bożej (ros. Богородице-Иркутская церковь во имя Казанской иконы Божией Матери) lub w skrócie cerkiew Kazańska (ros. Казанская церковь) – prawosławna cerkiew w Irkucku, w eparchii irkuckiej Rosyjskiego Kościoła Prawosławnego. Znajduje się poza obrębem starego miasta, na północ od rzeki Uszakowki, na robotniczych przedmieściach Irkucka.

## Historia i opis

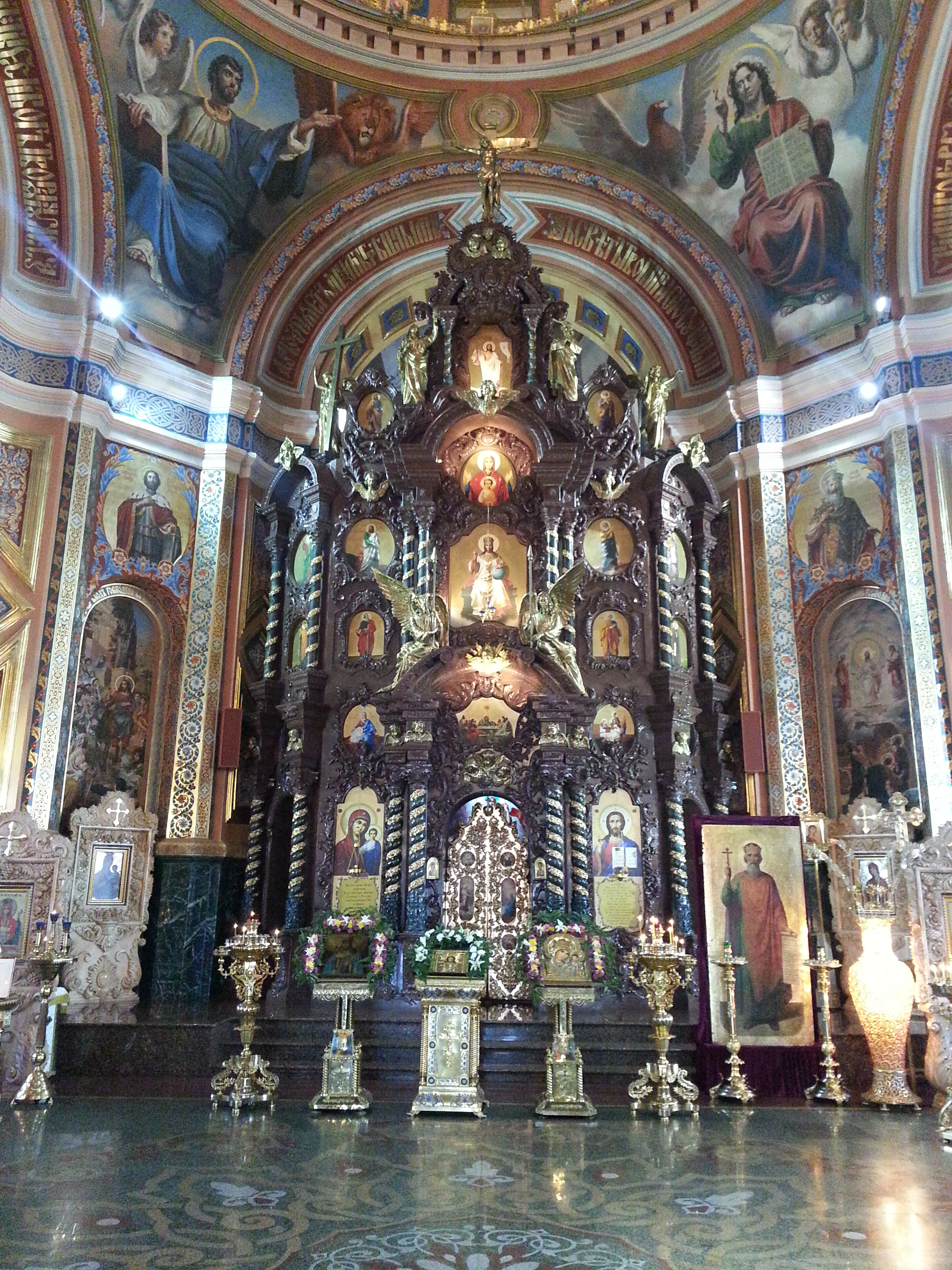
Ikonostas

Budowę cerkwi rozpoczęto 27 lipca 1885, a poświęcenia dokonał biskup irkucki Beniamin w asyście czterech innych biskupów ordynariuszy i dwóch wikariuszy, z udziałem generał-gubernatora Syberii Wschodniej hrabiego Ignatiewa. Do jej wzniesienia znacznie przyczynił się honorowy obywatel Irkucka, poszukiwacz złota i filantrop Aleksandr Sibiriakow. Wstępny plan zakładał budowę cerkwi pw. św. Mikołaja, ale później zdecydowano się na wezwanie Kazańskiej Ikony Matki Bożej. Przy budowie zatrudniono wykwalifikowanych rzeźbiarzy, złotników i malarzy, którzy brali udział w projektowaniu dekoracji wnętrz świątyni. Wśród licznych artystów zaangażowanych w budowę świątyni do naszych czasów zachowało się nazwisko rzeźbiarza – Władimira Fiedorowicza Karatajewa, który wykonał ikonostasy i chóry we wszystkich trzech kaplicach cerkwi. Dekorację malarską wnętrza kopuły („Ewangeliści”) wykonał Maksim Zjazin – absolwent Akademii Sztuk Pięknych w Petersburgu, który od 1881 wykładał w seminarium w Irkucku, a także uczył rysunku w szkole technicznej i szkole zawodowej w tym mieście. Konsekracji świątyni w dniu 9 kwietnia 1892 dokonał biskup Makary (Darski). Głównej kaplicy nadano wezwanie całej świątyni (Kazańskiej Ikony Matki Bożej), zaś bocznym Mikołaja Cudotwórcy i Innocentego Irkuckiego – pierwszego biskupa eparchii irkuckiej. Świątynię wybudowano w obowiązującym ówcześnie stylu rosyjsko-bizantyńskim, przez co cerkiew wyraźnie odróżniała się od innych świątyń w mieście.
Po rewolucji październikowej cerkiew była otwarta jeszcze przez 18 lat, a zamknięcia jej dokonano dopiero 20 czerwca 1936. Po tej dacie wielokrotnie zmieniali się zarówno właściciele, jak i zastosowanie budynku, co prowadziło do jego niszczenia. 4 lutego 1975 budowla została wpisana do lokalnego rejestru zabytków, zaś pod koniec 1980 Rada Regionalna Irkuckich Deputowanych Ludowych zdecydowała o jego odbudowie. Projekt renowacji opracował architekt irkucki L. I. Gurowoj. W październiku 1990 prace remontowe rozpoczęło niewielkie przedsiębiorstwo „Odrodzenie”. Odbudowa świątyni została przeprowadzona dzięki dobrowolnym składkom miejscowych organizacji i mieszkańców Irkucka.